# جامع منهاج النبوة (الأنبار)
جامع منهاج النبوة من مساجد العراق الحديثة، ويقع في حي الضباط، ضمن  قضاء الرمادي في محافظة الأنبار، وبني في عام 1425 هـ/2004م، وشيد على نفقة أهالي المنطقة، وتبلغ مساحتهُ 300م2، ويحتوي الحرم على مصلى تبلغ مساحته 200م2 ويتسع لأكثر من 200 مصل، وفيهِ منبر للخطابة مصنوع من الخشب الصاج، وتقام فيهِ صلاة الجمعة والصلوات الخمس.
ومقابل الحرم ساحة طارمة مسقفة، وأمامها حديقة جميلة، ومن ملحقات الجامع غرفة واحدة مخصصة للإمام والخدم.